# 六号病房
《六号病房》（Палата № 6、Ward No.6）是契訶夫（Anton Chekhov，1860年—1904年），發表於1892年，是一部思想與藝術完美結合的中篇小說。通過對一所瀰漫著污濁空氣的精神病院和病室的種種弊病的描寫，塑造了拉京醫生與“瘋子病人”格羅曼夫這兩個知識分子的典型，透过這两位知识分子的悲剧，以极大的愤慨，抨擊了專制制度，並全面否定“勿以暴力抗惡”的托爾斯泰主義。列宁在年轻时读了这部作品“觉得可怕极了”，觉得他“自己好像也被关在第六病室里了”。”《第六病室》标志着契诃夫创作中的转折，是他在庫頁島之行後的一大成就，契诃夫的中短篇小说具有了更强烈的社会性、批判性和民主性。

## 外部連結
Anton Chekhov, " Ward No.6"